# Tom Clancy's Ghost Recon 2
Tom Clancy's Ghost Recon 2 é um jogo eletrônico do gênero Tiro em primeira pessoa tático baseado na série Ghost Recon, sendo sequência de Tom Clancy's Ghost Recon. O jogo foi lançado na América do Norte para o console Xbox em 16 de novembro de 2004. O lançamento na Europa ocorreu em 26 de novembro de 2004, mesma data do laçamento norte americano para PlayStation 2, e atingiu o console GameCube em 15 de março de 2005[carece de fontes?] A vesão para Microsoft Windows foi cancelada em abril de 2005, em favor da publicação de Ghost Recon Advanced Warfighter.
O modo campanha de PS2 e Nintendo GameCube ocorre em 2007, enquanto a campanha de Xbox, em 2011. Ghost Recon 2 foi atualizado com um Motor de jogo Havok, com a adição de novas opções para multiplayer e a capacidade de comando do voz através do microfone. Os lançamentos de PlayStation 2 e GameCube, que possuem um enredo totalmente diferente da versão para Xbox, foram recebidos com diversas críticas ruins, diferentemente da versão de Xbox que teve uma recepção muito melhor. O jogo se ambienta na Península da Coreia, fato que tem sido criticado pelo governo norte-coreano. Ghost Recon é perifericamente ligado à trama de Splinter Cell: Chaos Theory.
Uma expansão foi lançada em 2 de agosto de 2005 sendo disponível exclusivemente para Xbox, intitulada Ghost Recon 2: Summit Strike, incluiu 11 novas missões no modo single-player, bem como novas armas (como a FN SCAR e a Steyr AUG) e uma expansão do modo multiplayer.